# Dicranomyia tamarae
Dicranomyia tamarae är en tvåvingeart som beskrevs av Alexander 1919. Dicranomyia tamarae ingår i släktet Dicranomyia och familjen småharkrankar. Inga underarter finns listade i Catalogue of Life.